# Cornelis van Zwol
Cornelis van Zwol est un musicologue et chimiste néerlandais, spécialiste d'Anton Bruckner, né en 1935 et mort le 31 mars 2020.

## Biographie
Cornelis van Zwol, étudiant en chimie dans les années 1950, a assisté à l'âge de 18 ans, en 1953, à une représentation de la Septième symphonie de Bruckner au Concertgebouw d'Amsterdam, sous la direction d'Eduard van Beinum. 
Il a commencé sa vie active en chimie. Mais l'expérience avait été déterminante. Il a travaillé pour le Nederlands Christelijke Radio Vereniging de 1960 à 1990 et a écrit d'innombrables articles et critiques pour des magazines musicaux tels que Listen, Preludium, Mens en Melodie et De Orgel Vriend. 
Outre Bruckner, il s'est passionné pour Schütz, Mendelssohn, Bach, Stravinsky, Mahler et Johann Nepomuk David. 
Il a été vice-président de l'International Heinrich Schütz Gesellschaft, de la Gustav Mahler Stichting Nederland et de l'International Johann Nepomuk David Gesellschaft. Il a été également le représentant néerlandais de l'Anton Bruckner Institut de Linz et de l'Internationale Bruckner Gesellschaft à Vienne. Il a été invité régulièrement au Festival Bruckner de Linz, ainsi qu'à de nombreux colloques. 
Il a écrit une biographie de référence de Bruckner de 782 pages en néerlandais, Anton Bruckner 1824-1896 Leven en werk, publiée par Thoth en 2012, et dont le premier exemplaire a été présenté par l'auteur à Bernard Haitink au Concertgebouw d'Amsterdam le 16 mai 2012. Il est reconnu comme le spécialiste néerlandais d'Anton Bruckner.

## Publications

### Ouvrages
- Anton Bruckner 1824-1896 : Leven en werken, Bussum, Pays-Bas, Thot, 2012, 782 p. (ISBN 978-90-6868-590-9, OCLC 801097748)
- Bruckner Symposion die Fassungen, avec Wolfgang Boetticher, Constantin Floros, Franz Grasberger, Harry Halbreich, Paul-Gilbert Langevin, Rudolf Stephan et Manfred Wagner, Linz, 14-16 septembre 1980, Anton Bruckner Institut, 1981.
- Voyager à travers le pays de Bruckner, Amersfoort, Luister, 1974.

### Articles
- (de) Tâches au service de la Neuvième symphonie de Bruckner avec finale, Bruckners Neunte im Fegefeuer der Rezeption.
- (de) Gustav Mahler et ses amis d'Amsterdam, A Mass for the masses.
- (de) L'achèvement chez Anton Bruckner: le dernier mouvement de sa Neuvième symphonie, Fragment or completion.
- (nl) Les Bruckner Gesamtausgabe en quelques mots, série d'articles.
- (nl) Les mains de Kleiber, Mens en melodie, Utrecht, 2005.
- (nl) Lettres de et à propos d'Anton Bruckner, Mens en melodie, Utrecht, 2005.
- (nl) Anton Bruckner et ses poètes, Mens en melodie, Utrecht, 2005.
- (nl) Les amis de Steyr et le fiancé de Berlin, Mens en melodie, Utrecht, 2005.